# Toxophora fusca
Toxophora fusca är en tvåvingeart som beskrevs av Gray 1832. Toxophora fusca ingår i släktet Toxophora och familjen svävflugor. Inga underarter finns listade i Catalogue of Life.